# Arpa tripla gallese
L'arpa tripla gallese è uno strumento molto particolare e poco conosciuto, in uso nella musica celto-gallese e si distingue nettamente da tutte le altre arpe.
La versione più accreditata è nata in Italia nel XVI secolo, ed in origine era forse di dimensioni più contenute rispetto all'attuale. Nel Galles è approdata nel secolo successivo. Consta praticamente di tre arpe in una. Le due file di corde esterne – la destra e la sinistra – sono diatoniche ed unisone, quella centrale, cromatica, permette di suonare i semitoni.
Sono pochissimi al mondo i suonatori della complicatissima arpa tripla. Fra questi vanno sicuramente citati Nansi Richards (Telynores Maldwyn) (1888-1979), che è universalmente riconosciuta come la regina della Welsh Triple Harp; e oggi Elinor Bennett, Llio Rhydderch e Robin Huw Bowen.